# Walckenaeria koenboutjei
Walckenaeria koenboutjei este o specie de păianjeni din genul Walckenaeria, familia Linyphiidae, descrisă de Baert, 1994. Conform Catalogue of Life specia Walckenaeria koenboutjei nu are subspecii cunoscute.